# Драган Колунџија
Драган Колунџија (Драгомир Драган Колунџија) (Горње Водичево, 29. август 1938 — Београд, 19. јул 2020) био је српски и југословенски књижевник и пјесник. Добитник је награде „Књижевни вијенац Козаре“ 2011. Његов легат налази се у Удружењу за културу, уметност и међународну сарадњу „Адлигат” у Београду.

## Биографија
Рођен је у засеоку Трњаци у Горњем Водичеву 1938. године. Мајка му се звала Анђа, а отац Симо је био солунски добровољац и учесник битке на Кајмакчалану. Године 1942. његова родна кућа и село су запаљени, након чега су га родитељи одвели у српски збјег у Водичеву a одатле на Козару гдје га је отац, заједно са мајком, сакрио у земуницу. Крај Другог свјетског рата је дочекао као сироче. Основну школу је започео у обновљеној кући своје сестре Виде Шурлан. Његов ујак Ђуро, коме су усташе у Пољавницама поклале читаву породицу, је 1948. дошао у Горње Водичево и усвојио га. Остатак основне и средњу школу је завршио у Београду. Дипломирао је 1965. југословенску и свјетску књижевност на Филолошком факултету Универзитета у Београду.
Након завршених студија запослио се као уредник књижевне трибине на „Коларцу”, где је провео читав радни век. Једно краће време предавао је српски језик у Француској ђацима пореклом из Југославије.
Када је био ученик Основне школе „Јосиф Панчић" у Београду, прву пјесму му је објавио Младен Ољача. У листу „Омладина“ је 1954. објавио пјесму „Твој глас“, а након тога своје пјесме објављује и у други часописима. Прву збирку сабраних пјесама „Затвореник у ружи“ је објавио 1957, са свега седамнаест година, а о њој је његов генерацијски пријатељ Бранко Миљковић записао да је „јабука од злата у башти наше најмлађе поезије”.
Тематика којом се бави су ратна страдања Срба за вријеме Другог свјетског рата на Козари, Крајини, усташки логор Јасеновац, страдање његове породице и слично.
Радио је као уредник катедре за књижевност на Коларчевом народном универзитету у Београду. Био је ожењен супругом Душанком са којом има сина Игора. Живео је и радио у Београду, где је и преминуо, 19. јула 2020. године од последица корона вируса.

## Легат Драгана Колунџије
Легат Драгана Колунџије налази се у Удружењу за културу, уметност и међународну сарадњу „Адлигат” у Београду. Садржи бројне фотографије, књиге из личне библиотеке и књиге са посветама колега, награде које су му за живота уручене, међу којима је и повеља „Књижевни вијенац Козаре”. 
- Повеља Књижевни вијенац Козаре, Драгану Колунџији
- Књига са посветом Бранка Ћопића Драгану Колунџији
- Књига са посветом Матије Бећковића Драгану Колунџији
- Фотографија Драгана Колунџије
- Колунџија и Десанка Максимовић
- Цртеж Колунџије, насртао Предраг Бајо Луковић

## Награде
Драган Колунџија носилац је високог националног признања за посебан допринос на пољу културе у Србији Осим тога, уручене су му и бројне награде, међу којима су:
- Вукова награда[2]
- Награда „Бранко Ћопић”, за збирку поезије Козара, опет, 1993.[2]
- Награда „Младост”[2]
- Награда „Драгојло Дудић”[2]
- Награда „Печат вароши сремскокарловачке”,  за књигу песама Затвореник у ружи, 2004.
- Награда „Књижевни вијенац Козаре”, 2011.[4]

## Дјела

### Збирке пјесама
- Затвореник у ружи (1957)
- Чувари светлости
- Орах
- Слово за повратак
- Заустављен живот
- Злато и родитељи
- Која година која звезда
- Поглеђево
- Тамне војске
- Звоно за повратак
- Остављено светло
- Очевина
- Свежањ кључева
- Године које проћи неће
- Заустављене капи
- Несванулице
- Дневник затвореника у ружи